# Pimoa rupicola
Pimoa rupicola är en spindelart som först beskrevs av Simon 1884.  Pimoa rupicola ingår i släktet Pimoa och familjen Pimoidae. Inga underarter finns listade i Catalogue of Life.